# John Wyndham (1er baron Egremont)
John Edward Reginald Wyndham, 6e baron Leconfield, 1er baron Egremont (5 juin 1920 - 6 juin 1972) est un pair britannique, un collectionneur d'art et un auteur.

## Carrière
John Wyndham est le fils d'Edward Wyndham, 5e baron Leconfield et Gladys Mary Farquhar, et un descendant direct de John Wyndham (1558-1645) (en). Il fait ses études au Collège d'Eton et à l'Université de Cambridge.
Il est secrétaire particulier de Harold Macmillan dans divers postes que ce dernier exerce entre 1940 et 1945, puis à nouveau en 1955 lorsque Macmillan est ministre des Affaires étrangères, et enfin pendant son mandat de Premier ministre de 1957 à 1963. Il est également administrateur de la Wallace Collection entre 1953 et 1972.
En 1963, quatre ans avant de succéder à son père en tant que baron Leconfield, il est élevé à la pairie à part entière dans les honneurs de démission de Macmillan en tant que baron Egremont de Petworth dans le comté de Sussex. C'est une renaissance du titre Egremont détenu par ses ancêtres les comtes d'Egremont.

## Mariage et enfants
Il épouse sa cousine au deuxième degré, Pamela Wyndham-Quin (29 avril 1925 - 4 novembre 2013), fille de Valentine Wyndham-Quin et arrière-petite-fille de Blanche Julia Wyndham, (fille de George Wyndham (1er baron Leconfield)), en 1947. Ils ont deux fils et une fille, Carlyn.
En 1952, il hérite d'une propriété importante de son oncle, Charles Wyndham (3e baron Leconfield). Lui et son épouse emménagent dans la magnifique Petworth House dans le Sussex de l'Ouest.
Il est mort d'un cancer en juin 1972, âgé de 52 ans et est remplacé dans les baronnies par son fils aîné Max. Macmillan écrit l'article sur lui pour le Dictionary of National Biography et lui dédie ses journaux de guerre (1984). Lord Egremont lui-même écrit une autobiographie engageante, Wyndham and Children First (Macmillan, Londres, 1968) qui couvre son service avec Macmillan en Afrique du Nord pendant la Seconde Guerre mondiale.